# Соловестру (комуна)
Соловестру (рум. Solovăstru) — комуна у повіті Муреш в Румунії. До складу комуни входять такі села (дані про населення за 2002 рік):
- Жабеніца (1226 осіб)
- Соловестру (1621 особа) — адміністративний центр комуни

Комуна розташована на відстані 279 км на північ від Бухареста, 30 км на північний схід від Тиргу-Муреша, 89 км на схід від Клуж-Напоки, 140 км на північний захід від Брашова.

## Населення
За даними перепису населення 2002 року у комуні проживали 2847 осіб.
Національний склад населення комуни:
| Національність | Кількість осіб | Відсоток |
| -------------- | -------------- | -------- |
| румуни         | 2686           | 94,3%    |
| цигани         | 141            | 5,0%     |
| угорці         | 16             | 0,6%     |
| німці          | 1              | < 0,1%   |
| серби          | 1              | < 0,1%   |

Рідною мовою назвали:
| Мова      | Кількість осіб | Відсоток |
| --------- | -------------- | -------- |
| румунська | 2823           | 99,2%    |
| угорська  | 16             | 0,6%     |
| циганська | 5              | 0,2%     |
| німецька  | 1              | < 0,1%   |

Склад населення комуни за віросповіданням:
| Релігія        | Кількість осіб | Відсоток |
| -------------- | -------------- | -------- |
| православні    | 2609           | 91,6%    |
| адвентисти     | 185            | 6,5%     |
| греко-католики | 14             | 0,5%     |
| римо-католики  | 13             | 0,5%     |
| п'ятдесятники  | 10             | 0,4%     |
| реформати      | 7              | 0,2%     |
| баптисти       | 2              | 0,1%     |